# Mont-Saint-Père
Mont-Saint-Père è un comune francese di 693 abitanti situato nel dipartimento dell'Aisne della regione dell'Alta Francia.
Diede i natali al pittore Léon Lhermitte (1844 - 1925)

## Società

### Evoluzione demografica
Abitanti censiti